# Park Forest (Illinois)
Pour les articles homonymes, voir Park Forest.
Park Forest est un village situé dans les comtés de Cook et Will en proche banlieue de Chicago dans l'État de l'Illinois aux États-Unis.

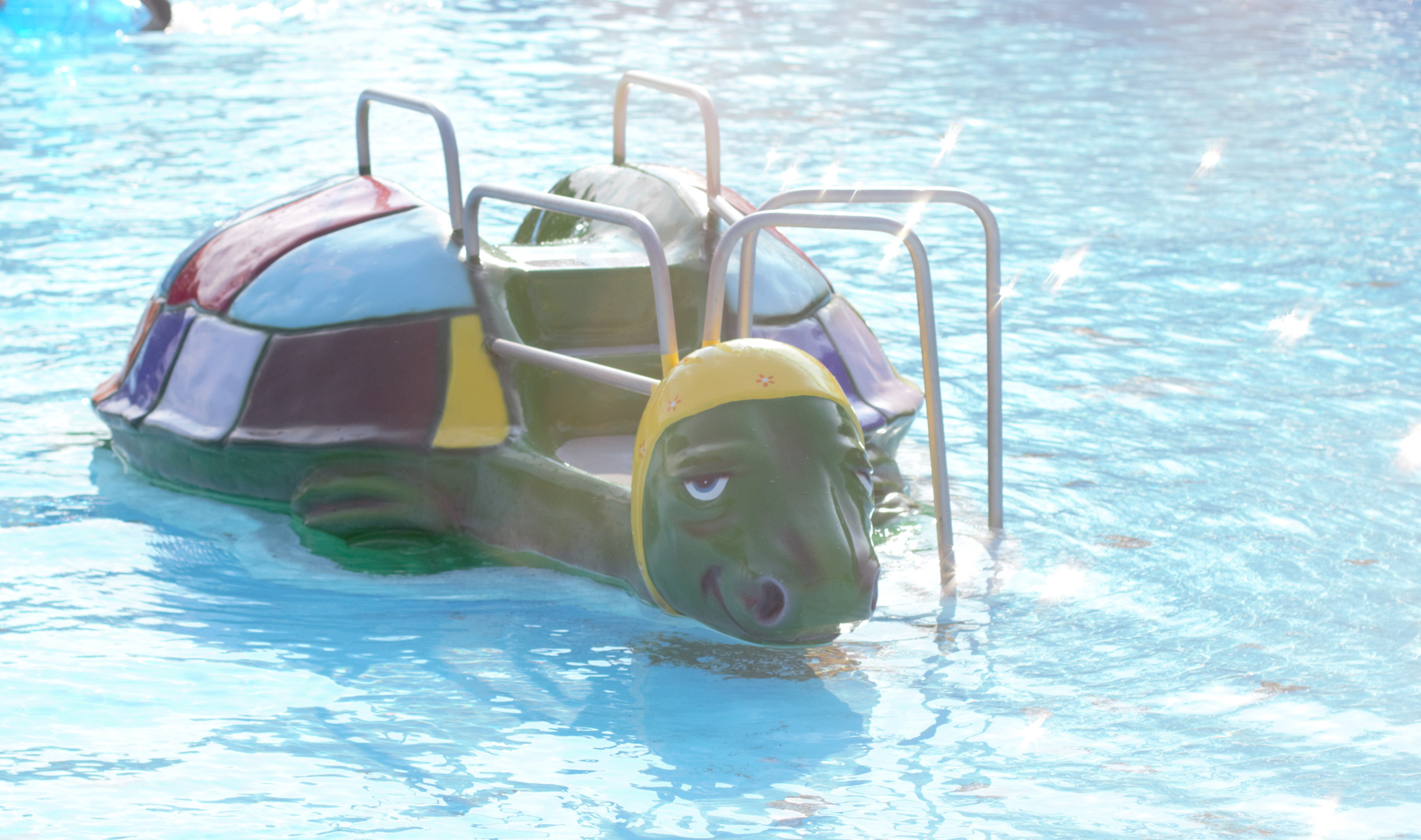
Glissoire au Aqua Center